# Bunny Sterling
Basil Sylvester Sterling, meglio noto come Bunny  Sterling (4 aprile 1948 – 16 novembre 2018), è stato un pugile giamaicano, naturalizzato britannico. Campione europeo dei pesi medi, è stato avversario degli italiani Elio Calcabrini e Angelo Jacopucci.

## Biografia

### Primi anni
Nato in Giamaica, Sterling si trasferì a Londra con i suoi genitori all'età di otto anni . Durante il periodo dell'attività pugilistica ha anche studiato giurisprudenza.

### Carriera da professionista
Ha debuttato come professionista nel settembre del 1966 a soli diciotto anni.  Gli si permise di combattere per il titolo britannico in base alla residenza, non essendolo ancora per cittadinanza. Ha perciò conquistato i titoli dei pesi medi britannici e del Commonwealth l'8 settembre 1970 alla Wembley Arena di Londra, battendo Mark Rowe per ferita al quarto round.  Ha difeso tre volte con successo il titolo del Commonwealth tra le quali una conclusa in parità in Australia contro Tony Mundine. Ha poi ottenuto una vittoria contro l' ex campione del mondo dei pesi welter Luis Manuel Rodríguez e l'ex campione europeo Tom Bogs.
Nel frattempo, il  20 ottobre 1970 divenne cittadino britannico e poté combattere per il titolo europeo , sfidando il campione in carica Jean-Claude Bouttier. Il francese lo sconfisse al quattordicesimo round e conservò il titolo.
Sterling perse il titolo di campione del Commonwealth nell'aprile del 1972 dallo stesso Tony Mundine che lo sconfisse per knock-out tecnico al quindicesimo round a Brisbane. Il 7 marzo 1972 batté per Kot Tom Bethea, già avversario di Nino Benvenuti per il titolo mondiale dei medi.
Con il titolo europeo vacante, Sterling fece un secondo tentativo incrociando i guantoni con il campione d'Italia Elio Calcabrini nel novembre 1973 a Sanremo. Perse dal cisternese ai punti in quindici riprese, con un verdetto discusso. La Commissione pugilistica inglese di controllo, infatti, chiederà all'EBU di non designare più l'arbitro francese Paul Talleyrach, per dirigere incontri di pugili britannici valevoli per il titolo europeo.
Sterling continuò a combattere per il titolo britannico difendendolo tre volte e perdendolo contro Kevin Finnegan ai punti nel febbraio 1974. Lo riconquistò nel giugno 1975 dopo l'abbandono di Finnegan sconfiggendo all'ottavo round il campione britannico dei pesi medi junior Maurice Hope. Nel frattempo batté a Copenaghen il norvegese Poul Knudsen e perse a Brøndby dal danese Tom Bogs.
Abbandonò il titolo britannico per tentare ancora una volta la scalata europea. Conquistò finalmente la cintura nel febbraio 1976, battendo per Kot il tedesco Frank Reiche alla tredicesimo round nella Sporthalle di Alsterdorf. Lo perse però quattro mesi dopo alla prima difesa, cedendo a Milano per decisione unanime allo sfortunato Angelo Jacopucci.
Sterling combatté altre tre volte, sino al novembre 1977, per poi ritirarsi nel 1978.

### Vicende giudiziarie
Alla fine del 1970, Sterling fu accusato di minacce e altri reati. Nel gennaio 1971 ottenne la sospensione della prima udienza per potersi recare in Australia per difendere il titolo del Commonwealth. Nel febbraio 1971 non si ripresentò in tribunale per la successiva audizione e fu colpito da mandato di cattura. Quando alla fine fu processato nell'aprile di quell'anno, si dichiarò colpevole e fu multato di  38 sterline, oltre ad altre 50 di spese processuali .